# 济源站
济源站是位于中华人民共和国河南省济源市的一个铁路车站，建于1970年，有焦柳铁路、侯月铁路经过该站，现办理客运货运业务。车站距离月山站49公里，由中国铁路郑州局集团焦作车务段管辖，是二等站，本站及相邻上下行区间均为电气化区段。

## 歷史
- 建于1970年。
- 2023年4月起至2024年8月30日，济源站进行了提质改造工程[3]。主要整修了车站站台，出站地道与候车室，同时包括安检厅扩建外移及出站口拆移改建工程。

## 旅客列车目的地
截至2025年4月，济源站共有三对旅客列车停靠。
| 目的地   | 车次 | 列车所属路局 |
| -------- | ---- | ------------ |
| 太原     | K904 | 太原局集团   |
| 九江     | K903 | 太原局集团   |
| 襄阳     | K473 | 北京局集团   |
| 北京西   | K474 | 北京局集团   |
| 洛阳     | K269 | 郑州局集团   |
| 北京丰台 | K270 | 郑州局集团   |

## 車站周邊
- 中国铁通济源分公司
- 济渎庙
- 济源市北海办事处庙街小学
- 济源市农村商业银行北海支行
- 易捷便利店北海站店
- 济源卫生所
- 中国建设银行济源济渎路支行

## 外部連結
- 中国铁路客户服务中心 （页面存档备份，存于）